# Soosiulus configurata
Soosiulus configurata är en insektsart som beskrevs av Walker 1858. Soosiulus configurata ingår i släktet Soosiulus och familjen dvärgstritar. Inga underarter finns listade i Catalogue of Life.